# Anne Jentsch
Anne Jentsch (obersorbisch Hanka Jenčec; * 1983 in Halle (Saale)) ist eine deutsch-sorbische freie Autorin.

## Leben
Anne Jentsch zog mit ihren Eltern im Alter von zwei Jahren nach Bautzen und wurde zweisprachig erzogen. Sie besuchte das Sorbische Gymnasium in Bautzen, an dem sie 2001 ihr Abitur ablegte. Es folgte ein Praktikum in Prag und ein Jahr als Elevin am Deutsch-Sorbischen Volkstheater.
Anschließend studierte sie an der Universität Leipzig Sorabistik, Philosophie und Allgemeine und vergleichende Literaturwissenschaften. Von 2004 bis 2008 studierte sie an der Universität der Künste in Berlin Szenisches Schreiben. Seit 2008 arbeitet Anne Jentsch als freiberufliche Autorin. Sie wohnt in Berlin-Kreuzberg.
Anfang 2010 gewann sie den Schreibwettbewerb „Stücke für die Lücke“, wodurch in Hannover ihr Stück „Crux oder Der Heiland unterm Bett“ uraufgeführt wird.

## Auszeichnungen
- Lessing-Schülerschreibwettbewerb der Stadt Kamenz
- Bundeswettbewerb junge Autoren
- Preis der Bundeszentrale für politische Bildung

## Werke
- Sonne im Tank (Theaterstück)
- Crux oder Der Heiland unterm Bett (Theaterstück)
- Das Geräusch der Anderen – Wursthypnose (Hörspiel)
- Die drei Schwäne (Kurzoper)
- Das Meer Die Insel Das Schiff – Sorbische Dichtung von den Anfängen bis zur Gegenwart (herausgegeben von Kito Lorenc)